# Jeff George
Jeffrey Scott George (Indianapolis, 8 dicembre 1967) è un ex giocatore di football americano statunitense che ha giocato nel ruolo di quarterback per tredici stagioni nella National Football League (NFL). Fu scelto come primo assoluto nel Draft NFL 1990 dagli Indianapolis Colts. Al college ha giocato a football all’Università dell'Illinois.

## Carriera professionistica

### Indianapolis Colts
I Colts operarono degli scambi per riuscire a scegliere come primo assoluto nel draft 1990 George, assicurandogli il più ricco contratto della storia per un rookie. Quella che avrebbe dovuto essere una carriera da sogno per George nella squadra della sua città natale, i Colts, divenne un fiasco quasi immediatamente. George giocò malamente, lanciando 46 intercetti a fronte di soli 41 touchdown perdendo 35 delle sue 49 gare da titolare coi Colts; la sua unica stagione con un record positivo coi Colts fu quella del 1992, dovo giocò solo dieci gare lanciando 15 intercetti e sette touchdown. Rivolse gesti osceni ai tifosi della sua città natale, litigò con l'allenatore Ted Marchibroda, scioperò per 36 giorni e cercò di essere scambiato; alla fine della stagione 1993 i Colts lo spedirono agli Atlanta Falcons.

### Atlanta Falcons
Dopo quattro stagioni con Indianapolis, Jeff passò ai Falcons dove godette di un discreto successo come leader del loro attacco. Nel 1995 guidò la squadra alla prima apparizione ai playoff dal 1991. Il 2 settembre 1996, in una gara contro i Philadelphia Eagles, George fu coinvolto in un'accesa discussione con l'allora allenatore dei Falcons June Jones, tutta ripresa dalle telecamere delle televisione nazionale. Jones sospese George per il resto della stagione 1996 venendo inviato agli Oakland Raiders a fine stagione. Anni dopo quell'incidente, Jones difese George, affermando che quella discussione era apparsa più grave di quanto non fosse e che George in realtà fosse un buon quarterback, un giocatore di squadra e meritevole di stare nel roster di una squadra NFL.
Il record di George coi Falcons fu di 16-19; ebbe la miglior percentuale di completamento della carriera (60,5) con 50 touchdown e 32 intercetti.

### Oakland Raiders
George sembrò adattarsi perfettamente al gioco dei Raiders, i quali avevano sempre amato i passaggi verticali durante l'era di Al Davis, e i cui tifosi sembravano apprezzare i giocatori che avevano avuto esperienze difficili in altre franchigie della NFL. Infatti George sembrò integrarsi bene, almeno per un certo periodo. Nel 1997, George lanciò 29 passaggi da touchdown e soli 9 intercetti, con un ottimo 91,2  di passer rating. La squadra però faticò con un record di 4-12 quella stagione. L'anno successivo, l'attacco del nuovo allenatore Jon Gruden si dimostrò non adatto alle caratteristiche di George, il quale fu incostante all'inizio dell'anno e in seguito faticò per un problema all'inguine, annunciando poi a una radio locale di aver terminato di giocare per quell'anno, senza averne prima parlato con la squadra. Quell'anno ignorò anche le chiamate del coordinatore offensivo, giocando gli schemi decisi da lui stesso, guardando la lista degli schemi nella fascia che teneva al polso. L'avventura di Jeff ai Raiders terminò quando la squadra ingaggiò il quarterback free agent Rich Gannon.

### Minnesota Vikings
Successivamente, George passò Vikings, dove avrebbe dovuto essere la riserva di Randall Cunningham, che veniva da una fantastica stagione nel 1998. Cunningham, tuttavia, faticò all'inizio della stagione 1999 e fu messo in panchina.Al suo posto subentrò George, il quale in 10 gare da titolare ne vinse 8 totalizzando numeri eccellenti (23 touchdown, 8,6 yard a passaggio, 94,2 di rating) e guidando Minnesota ai playoff. George vinse la sua prima gara di playoff in carriera, lanciando tre touchdown contro i Dallas Cowboys. I Vikings persero la settimana successiva contro i futuri vincitori del Super Bowl, i St. Louis Rams, 49-37. A fine stagione George impiegò troppo tempo per decidere di rinnovare il contratto coi Vikings, che alla fine decisero di svincolarlo. George finì per firmare un lucrativo contratto con Washington.

### Washington Redskins
George firmò un contratto di 14,8 milioni di dollari per quattro anni coi Washington Redskins per essere la riserva di Brad Johnson. Johnson si infortunò nella settimana 9 e George lo sostituì. Nelle tre gare successive Jeff ne vinse solo una. Johnson fece ritorno ma giocò male contro i New York Giants. George lo sostituì guidando la squadra alla rimonta e sfiorando la vittoria. George partì come titolare nelle due gare successive dopo che Norv Turner fu licenziato da capo-allenatore. A fine anno, Johnson lasciò Washington per Tampa Bay, lasciando George come titolare per la stagione 2001.
Prima della stagione 2001, Washington assunse Marty Schottenheimer come capo-allenatore, il quale utilizzava uno schema offensivo simile a quello di Jon Gruden a Oakland. George si scontrò con Schottenheimer riguardo al tipo di attacco adottato, anche se Schottenheimer promise di lavorare con George per risolvere qualsiasi problema avesse coi suoi schemi. L'accordo durò solamente due settimane della stagione regolare, dopo di che George fu svincolato a causa di una sconfitta per 37-0 nel Monday Night Football contro i Green Bay Packers.

### Seattle Seahawks
George sembrò essersi ritirato dopo la sua ultima gara a Washington, ma apparve diverse altre volte sulle linee laterali dei campi NFL negli anni successivi. Verso la fine del 2002 firmò brevemente coi Seattle Seahawks fungendo da quarterback nelle situazioni di emergenza.

### Chicago Bears
Nel 2004, due anni dopo la sua ultima partita, i Chicago Bears divennero la settima squadra ad aggiungere George, facendogli firmare un contratto da riserva per un anno. Jeff non scese mai in campo e a fine anno il contratto non gli fu rinnovato.

### Ritorno ai Raiders
Il 28 agosto 2006, gli Oakland Raiders ripresero con sé George. Avrebbe dovuto essere il terzo quarterback della squadra ma si ritirò definitivamente dopo la pre-stagione 2006.

## Palmarès
- PFWA All-Rookie Team - 1990

## Statistiche
| Yard passate      | 27.602 |
| Touchdown         | 154    |
| Intercetti subiti | 113    |
| Passer rating     | 80,4   |